# Grażyna Łacheta
Grażyna Łacheta, z d. Wilk (ur. 5 czerwca 1956 w Rzeszowie) – polska lekkoatletka, specjalizująca się w skoku wzwyż, brązowa medalistka mistrzostw Polski.

## Kariera sportowa
Była zawodniczką Resovii (do 1975), AZS Kraków (1975-1979) i ponownie Resovii (od 1979).
W 1981 zdobyła brązowy medal mistrzostw Polski seniorek na otwartym stadionie w skoku wzwyż.
Rekord życiowy w skoku wzwyż: 1,86 (20.09.1980).
Od 1982 pracowała jako nauczyciel wychowania fizycznego w Szkole Podstawowej nr 11 w Rzeszowie.